# Jerome Anderson
Jerome Anderson, né le 9 octobre 1953 à Mullens, en Virginie-Occidentale, décédé le 1er août 2009 à Helsingborg, en Suède, est un joueur et entraîneur américain de basket-ball. Il évolue durant sa carrière au poste d'arrière.

## Palmarès
- Champion NBA en 1976 avec les Celtics de Boston